# Château de Canterbury
Le château de Canterbury (Canterbury Castle) est un des monuments historiques de la ville britannique de Canterbury, dans le comté du Kent en Angleterre.

## Histoire

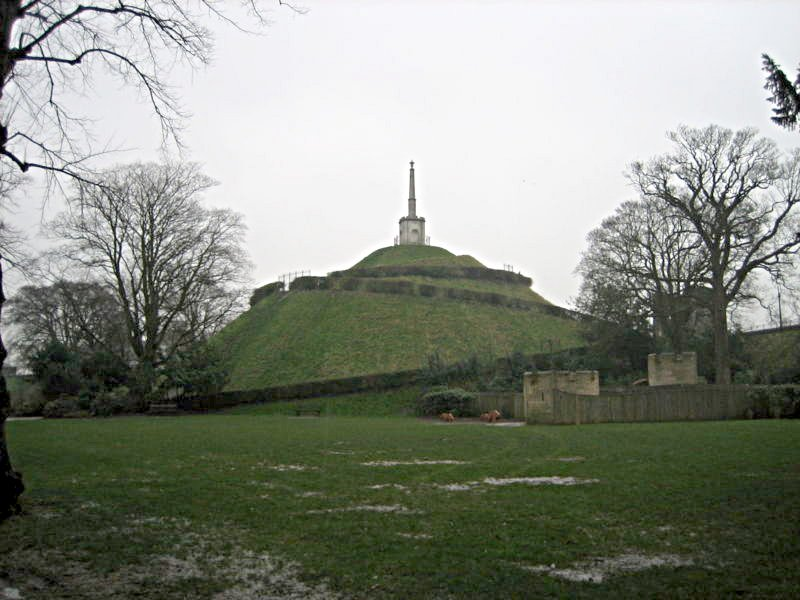
Les jardins Dane-John, site possible de la motte originale

### Époque normande
Une motte castrale est d’abord érigée en 1066 ; il s’agit peut-être de la motte visible dans les jardins Dane-John non loin du bâtiment en pierre, « Dane John » étant alors une déformation du français « donjon », mais ce tertre pourrait également être les restes d’un site funéraire romain.

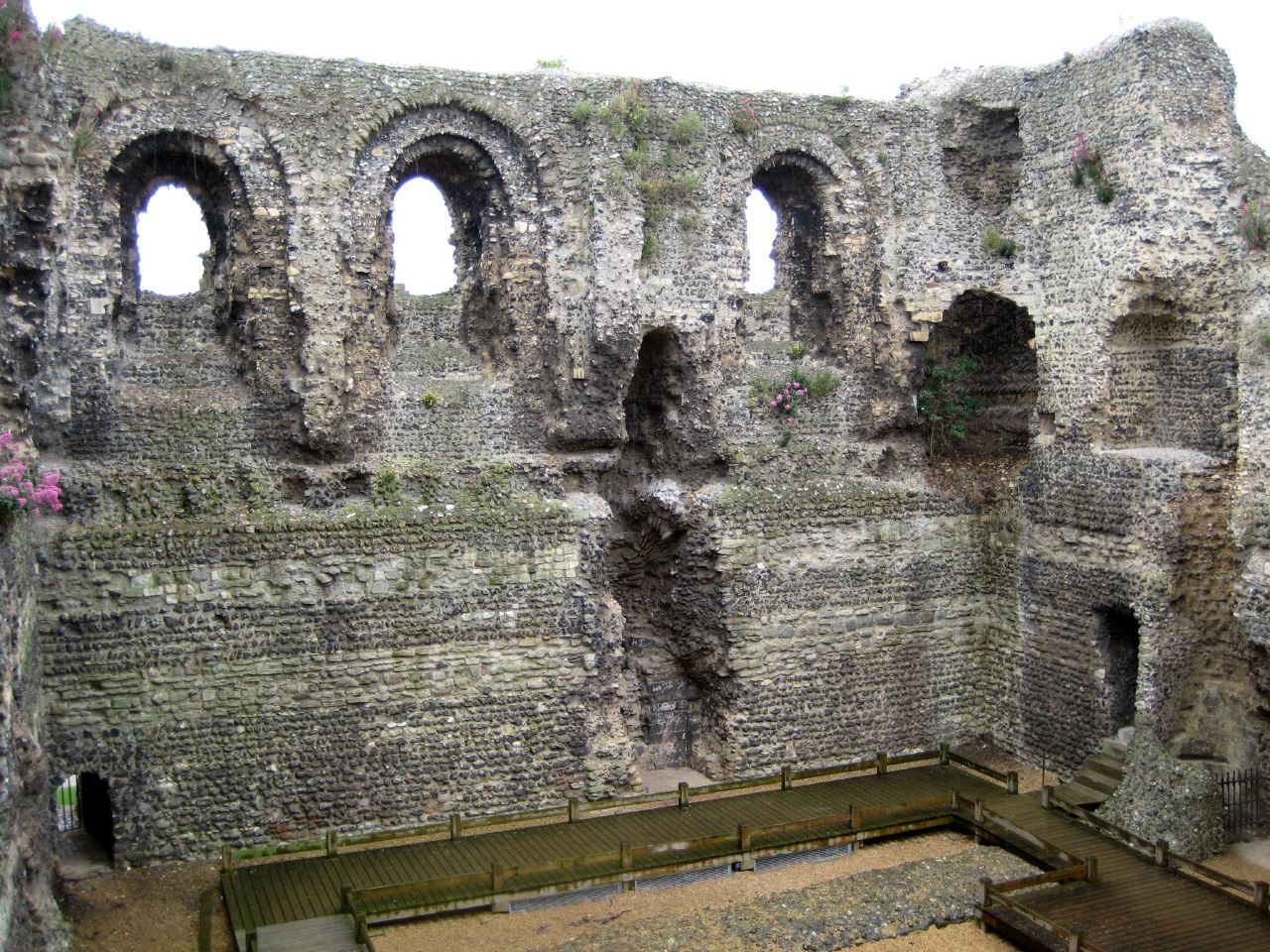
L’intérieur des ruines

### Le bâtiment en pierre
Le vaste donjon est construit en grande partie sous le règne d’Henry Ier et fait partie d’un ensemble de  trois forteresses royales érigées dans le Kent. Dès le XIIIe siècle, le château devient la prison du comté. Il est cédé aux barons français lors de la guerre civile de 1215–1217. En 1380 il se voit doté d’une nouvelle porte.
Au XIXe siècle, le château passe entre les mains d’une compagnie du gaz qui le transforme en entrepôt. L’étage supérieur disparaît à cette époque. Le château est aujourd’hui propriété publique et depuis 2018, inaccessible aux visiteurs à cause de la chute de pierres.

## Informations externes
- (en) Le Château de Canterbury 1re partie
- (en) Le Château de Canterbury 2e partie
- (en) Plantagenet Somerset Fry (ill. Richard Maguire), The David & Charles Book of Castles, David & Charles, 1980, 512 p. (ISBN 0-7153-7976-3)

- (en) Cet article est partiellement ou en totalité issu de l’article de Wikipédia en anglais intitulé « Canterbury Castle » (voir la liste des auteurs).